# Ponent (vent)
|  | «vent de ponent» redirigeix aquí. Vegeu-ne altres significats a «Vent de Ponent (cançó)». |

El ponent és el punt cardinal oest, i més concretament, el vent que prové de l'oest.

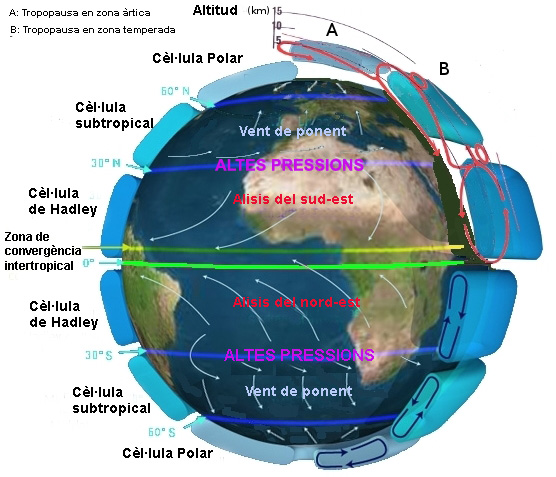
Els vents de l'oest formen part de la circulació atmosfèrica de la terra.

## Vent
El vent de ponent, vents de l'oest (en anglès: westerlies) són els vents dominants en les latituds mitjanes entre els 35 i els 65º de latitud. Bufen de l'oest cap a l'est.
Els vents són predominantment del sud-oest a l'hemisferi nord i del nord-oest a l'hemisferi sud. Són més forts a l'hivern corresponent a cada hemisferi i quan la pressió és més baixa en els pols terrestres, en canvi són més fluixos en els estius de cada hemisferi i quan la pressió és més baixa en els pols.
Juntament amb els vents de l'est (anomenats vents del comerç), els vents de ponent permetien fer la ruta d'anada i tornada per l'oceà Atlàntic i Pacífic des d'Europa als vaixells impulsats pel vent. Els vents de l'oest són especialment forts en l'hemisferi sud, on hi ha poca terra en les latituds mitjanes cosa que amplifica la força del vent. Això passa a les latituds entre 40 i 50º Sud, conegudes com (Roaring Forties). Els vents de l'oest porten aigües i vents equatorials càlids a les costes occidentals dels continents.
A la mitologia grega, Zèfir era la personificació del vent de l'oest.

## El vent de ponent als territoris de parla catalana
El ponent és un vent relativament freqüent als Països de parla catalana, i pot arribar a bufar amb ventades moderades i fortes. Tot i que de vegades el ponent pot ser un vent fred, sovint arriba a les nostres contrades reescalfat després d'haver travessat tota la península Ibèrica i a causa de la pujada adiabàtica de pressió (Efecte Foehn). A l'estiu, el vent de ponent sol ser molt càlid. El que sí que és comú, però, és la seva sequedat. El ponent arriba a la costa mediterrània sec, i per això no porta mai pluja. Així, la saviesa popular diu que "el Ponent és la granera del cel". A l'est peninsular, degut a la baixa humitat (menys del 25%) i l'alta temperatura a l'estiu, propicia els incendis forestals. Com que a la Meseta és encara un vent fresc, hi existeix el dit "Poniente aunque el valenciano reviente".
És un vent perillós per a la navegació, ja que les allunya de la costa en cas que derivin. A les Illes, pot alçar temporals considerables contra les costes de Tramuntana i de Migjorn de Mallorca. Al freu de Cabrera provoca corrents de llevant importants.